# Kathrin Claudia Rein
Kathrin Claudia Rein (* 17. Juni 1982 in Rosenheim) ist eine deutsche Schauspielerin und Model.

## Leben
Kathrin Claudia Rein wuchs in Rosenheim auf. Im Alter von fünf Jahren stand sie zum ersten Mal auf der Bühne und absolvierte nach dem Schulabschluss ihre Schauspielausbildung in München und Köln. Es folgten verschiedene Fernsehproduktionen wie Die Rosenheim-Cops oder Sturm der Liebe. Rein spricht neben Deutsch auch Englisch, Italienisch, Französisch und Russisch.
Rein lebt in Los Angeles und in ihrem Geburtsort Rosenheim.

## Auszeichnungen und Preise
- 2006: Sonstiges Coaching in den Ivana Chubbuck Studios in Los Angeles
- 2005–2006: Sonstiges Coaching bei Larry Moss, Los Angeles
- 2004–2005: Sonstiges American Acting Workshop bei Jerry Coyle, Monica Bleibtreu und Dr. William Grange
- 2003–2005: Schauspielstudium in der Film Acting School Cologne
- 2003–2004: Sonstiges kleine Stuntausbidung im Action Company Köln
- 2002–2003: Sonstiges Schauspielunterricht am Schauspiel München

## Filmographie

### Fernsehen
- 2010: Sturm der Liebe – Bavaria Fernsehproduktion GmbH  – Sender/Verleih: ARD – Regie: Dieter Schlotterbeck und Stefan Jonas
- 2010: E!News – E! Entertainment – Sender/Verleih: E! – Regie: Ryan Seacrest
- 2009: Gossip Girl – Film Master S.R.L. – Regie: Tony Wharmby
- 2008: BAFF – Salt Pictures – Regie: Matthias Edinger
- 2005: Vorsicht – Frisch gestrichen! – SWR – Sender/Verleih: ARD – Regie: Katrin Holl
- 2004: LiebesLeben – Brainpool TV GmbH  – Sender/Verleih: SAT1 – Regie: Tobias Baumann
- 2003: Die Rosenheim-Cops – Bavaria Fernsehproduktion GmbH – Sender/Verleih: ZDF – Regie: Wilhelm Engelhardt
- 2003: Die Rosenheim-Cops – Salt Pictures – Regie: W. Engelhardt
- 2002: Santa Claudia – ARBOR und Trebitsch – Sender/Verleih: Pro Sieben – Regie: Andi Niessner

### Kino und Kurzfilme
- 2011: Sara – The Professional – Filmakademie Baden-Württemberg – Kurzfilm – Hauptrolle – Regie: Denis Parchow
- 2011: 17 Hours in Bed – SAG – Kurzfilm – Hauptrolle – Regie: Ivo Raza
- 2010: Huxtable Gets Wood – Huxtable Production – Kinofilm – Co-Hauptrolle – Regie: Ben Perry
- 2009: Man without a head – Film Master S.R.L. – Kinofilm – Nebenrolle – Regie: Johnny Roc
- 2007: Wild Like Ego – Kurzfilm – Co-Hauptrolle – Regie: Karen Glienke
- 2007: Succubus–Hellbent – In the Light-Entertainment – Kinofilm – Nebenrolle – Regie: Kim Bass
- 2004: Das Mädchen vom Walde – Rohmedia Pictures – Kurzfilm – Hauptrolle – Regie: Robert Humpert

## Theater
- 2008: The Bitch – The Comedy Store in Los Angeles – Monolog – Stand Up Comedy – Hauptrolle – Eigenregie

## Werbung
- 2009–2012: Bergader – Vogelsaenger Film – Hauptrolle – Regie: Manfred Vogelsaenger